# クレムニツァ
クレムニツァ （スロバキア語：Kremnica  発音、歴史的名称・ドイツ語：Kremnitz、ハンガリー語：Körmöcbánya、ラテン語:Cremnicium）は、スロバキアのバンスカー・ビストリツァ県ジアル・ナッ・フロン郡の都市（mesto）。中世以降、金鉱山の町として栄えた。

## 概要

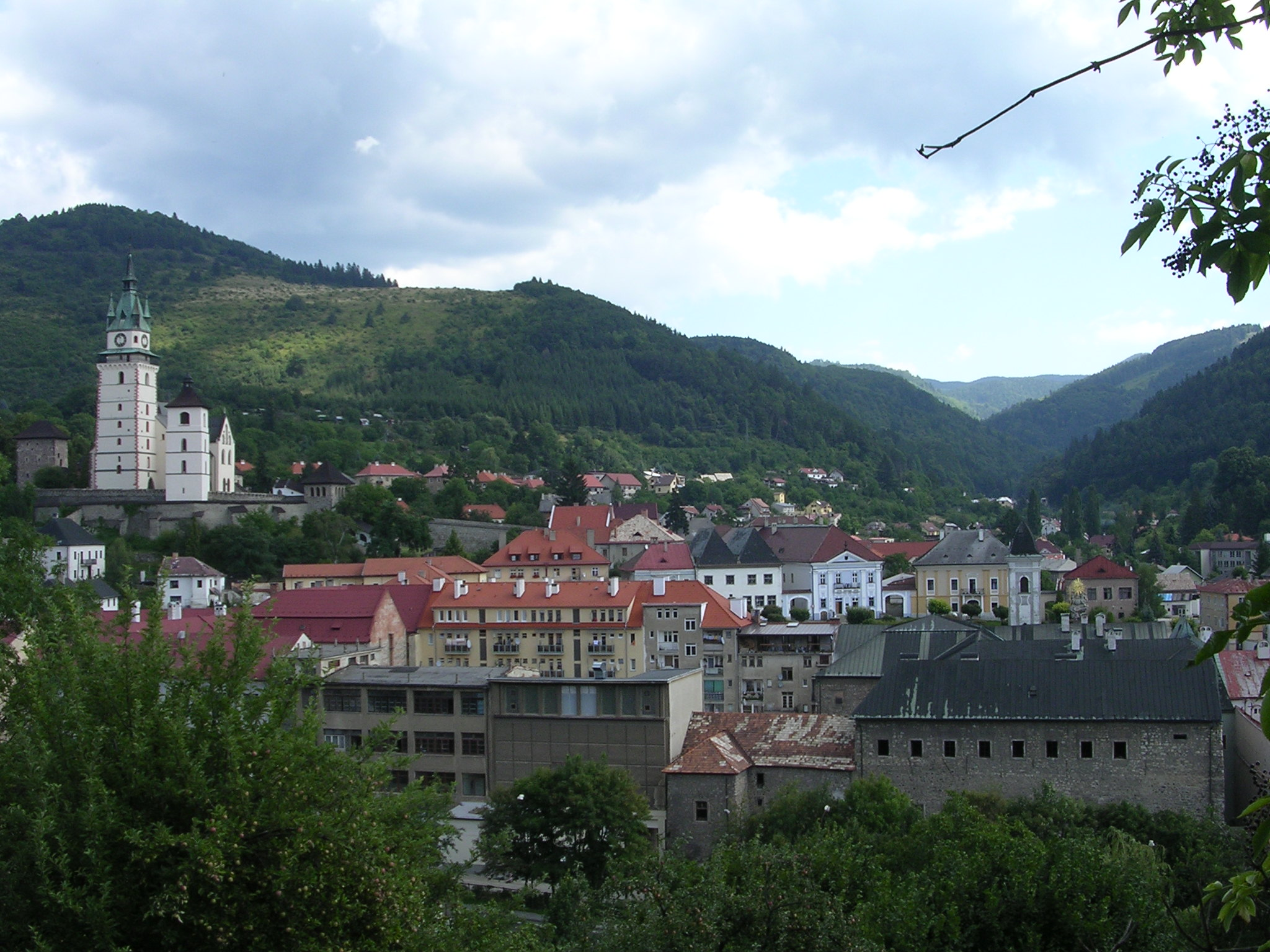
クレムニツァ市街地

バンスカー・ビストリツァの西方約20キロ、中央スロバキアの火山帯であるクレムニツァ山地（Kremnické vrchy）の東側山麓に位置する。市街は標高550メートルのフロン川の支流クレムニツキー・ポトク川の谷沿いに広がっており、市域面積は43.13平方キロメートルである。春にはしばしば雪解け水によるクレムニツキー・ポトク川の氾らんに見舞われることがある。
市内に36℃の泉源を持つ温泉保養地として知られる。中世以降、金を産出する鉱山の町として栄えたが、最後の鉱山が1970年に閉山し現在は金の採掘は行っていない。
市街地中心部は13世紀から15世紀にかけて建てられたクレムニツァ市城（Mestský hrad v Kremnici）で、中世の城郭都市の姿を今に伝えている。中心部にはバロック様式の記念碑が建つ中央広場がある。
ゴシック様式の聖カタリーナ教会（Kostol svätej Kataríny）には1885年製のパイプオルガンがあり、1996年以降毎年夏に各国の演奏家を招いた「クレムニツァ城国際オルガン祭」（Kremnický hradný organ - medzinárodný organový festival）が開かれている。またヨーロッパの喜劇芝居や大道芸などが一堂に会する国際パフォーマンスフェスティバル「クレムニツァ・ギャグ」（Kremnické Gagy）の開催都市としても知られている。市街地にはこのほか、スロバキア国立銀行が運営するスロバキア最古の博物館の一つ、クレムニツァ貨幣メダル博物館（Múzeum mincí a medailí v Kremnici、1890年開館）などがある。
15世紀に開削された延長20キロに及ぶ用水路は現在も使用されており、3か所の水力発電所に水を供給している。市街地の周囲は山岳地帯で森林に囲まれており、ハイキングやクロスカントリースキーなどの場として親しまれている。
企業はクレムニツァ貨幣鋳造所国有会社（Mincovňa Kremnica, štátny podnik）やベントナイト採掘を行っているクレムニツァ鉱山企業体有限責任会社（Kremnická banská spoločnosť s.r.o.）などが立地。ジアル・ナッ・フロン - マルチン国道および国鉄ズヴォレン - ウルートキ線が通っている。

## 歴史

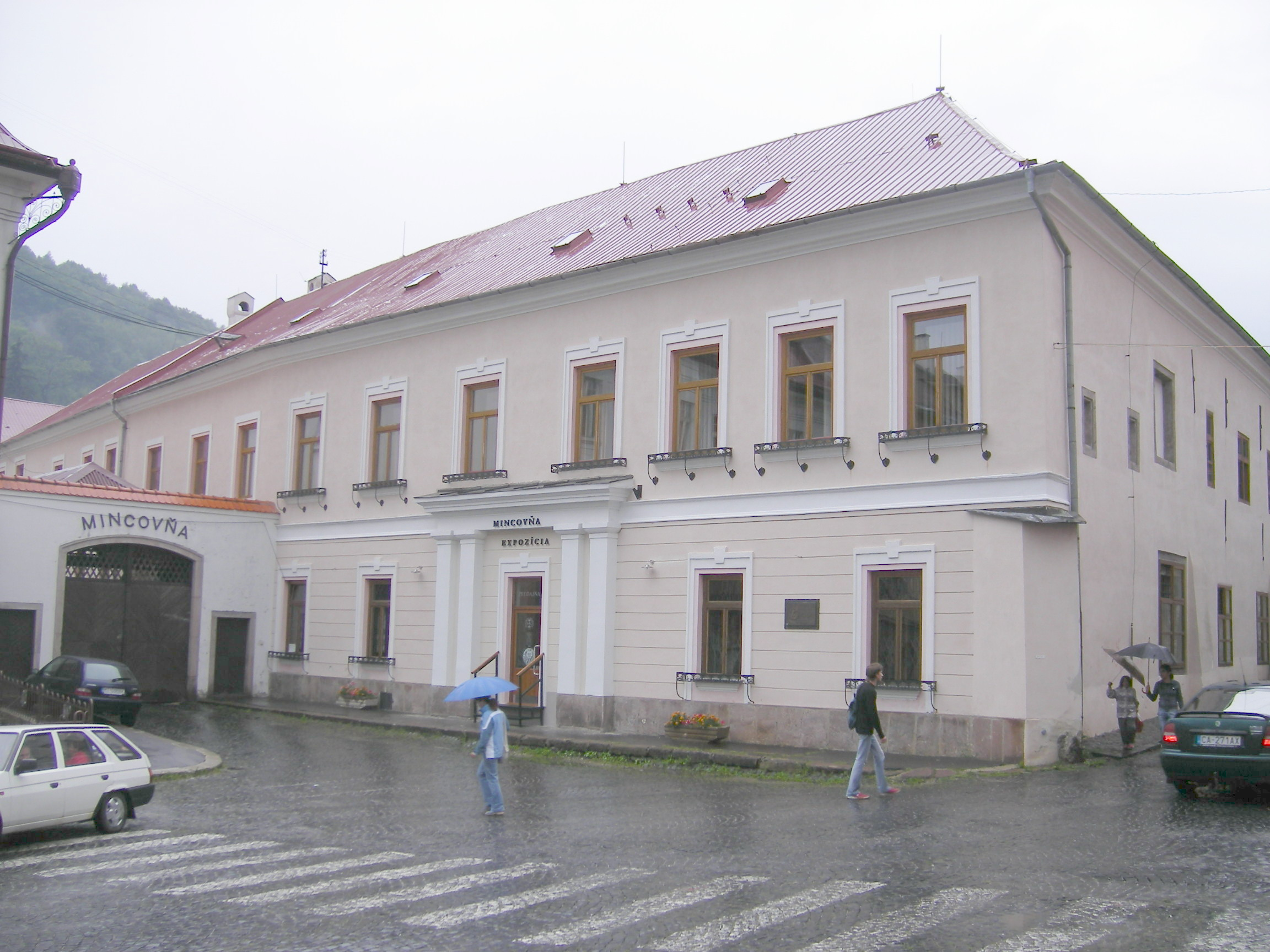
クレムニツァ貨幣鋳造所

クレムニツァ山地の金鉱床では9世紀から露天掘りで採掘が始まり、のち坑内掘りも始まった。13世紀にモンゴル帝国軍のハンガリー侵攻で被害を受けたことから、ハンガリー王国は鉱山復興のためドイツ人を入植させた。
1328年にハンガリー国王カーロイ1世が自治都市権限を与え、1335年にはクレムニツァ貨幣鋳造所（Mincovňa Kremnica）で「フローリン金貨」としても知られる金貨「クレムニツァ・ドゥカト」の鋳造が始まった。クレムニツァ・ドゥカトは金の高純度さが評価され、国際的な商業取引に広く利用された。
1331年にはハンガリー王国の鉱山および貨幣鋳造所を所管する最高位伯爵の居地となり、在クレムニツァの伯爵がハンガリー王国内12か所のすべての鉱山および貨幣鋳造所を管理した。14世紀末には金および銀の産出量の増加で、北部ハンガリーで最も大きな鉱山都市に発展。15世紀にはブダに次ぐハンガリー2番目の重要都市として、ブダが外国勢力に占拠された場合のハンガリー王国の国会移転地に指定された。
クレムニツァにおける金生産と貨幣鋳造は14世紀から15世紀にかけてピークを迎えた。バンスカー・ビストリツァなどほかの6鉱山都市とともに宗教改革の拠点都市にもなり、16世紀には宗教的金メダルの生産が盛んになった。
しかしこのころから坑道の深度化にともなって坑内作業環境が悪化。地下水の湧出に妨げられ立て坑の延伸も困難になり、次第に鉱山維持のコストが経営を圧迫しはじめた。金鉱山の操業はチェコスロバキアとなった20世紀まで続けられたが、社会主義時代の1970年に閉山した。

## 歴史的建造物

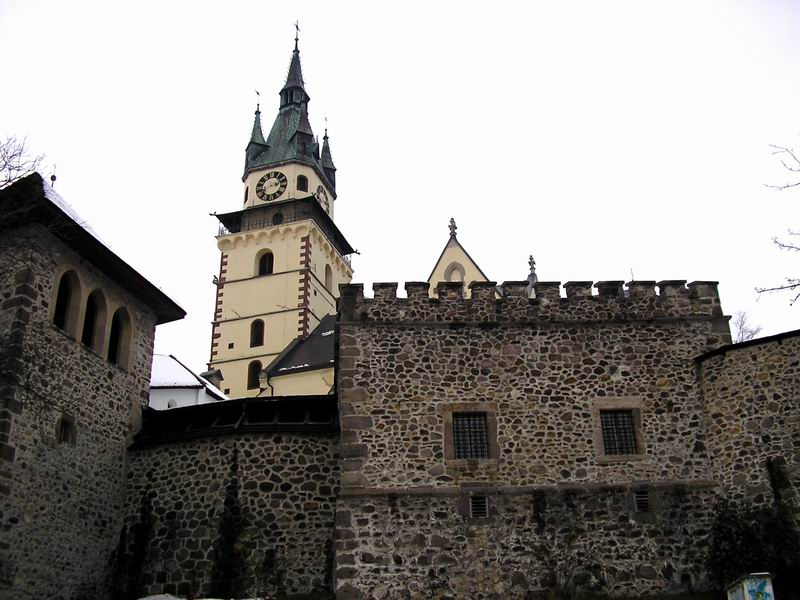
クレムニツァ市城

クレムニツァ市城は14世紀前半から伯爵の居城として使われた。城下の市街地は二重の城壁と要塞、塔によって防護された城郭都市を形成しており、中欧において最も良く保存された城塞の例として知られている。
14世紀には防衛的要素に加えて宗教的要素が強まり、市城は地方行政の中心としての機能を持つようになった。15世紀の終わりには伯爵の邸宅が別に建てられ城から移転し、城内の伯爵の居室跡には聖カタリーナ教会が建てられた。教会は1560年の火災で大きな被害を受けたが再建造され、1885年に時計塔を備えた新ゴシック様式の建物が完成した。内部にはパイプオルガンが設けられ、音響効果の良さで高い評価を受けている。

## 人口構成
クレムニツァの人口は5,558人（2007年12月31日現在）である。2001年における民族構成はスロバキア人95.8％、ドイツ人1.2％、チェコ人0.88%、ロマ人0.86%、ハンガリー人0.33%、ウクライナ人0.03%である。宗教構成はローマ・カトリック 64.89%、無宗教 22.62%、プロテスタント 5.84%、ギリシャ・カトリック 0.46%である。

## 友好都市
- - フィデンツァ（イタリア）
- - ヘルボルツハイム（英語版）（ドイツ）
- - クトナー・ホラ（チェコ）
- - ノヴィー・イチーン（英語版）（チェコ）
- - シュラニ（英語版）（スロバキア）
- - ヴァールパロタ（英語版）（ハンガリー）

## 参照
1. ↑  “Municipal Statistics”.   Statistical Office of the Slovak republic. 2007年5月3日閲覧。